# Melissos
Melissos fra Samos (græsk: Μέλισσος ὁ Σάμιος; fl. 5. århundrede f.v.t.) var det tredje og sidste medlem af den oldgamle skole for eleatisk filosofi, hvis andre medlemmer var Zenon og Parmenides. Der vides ikke meget om hans liv, bortset fra at han var chef for den samiske flåde under den samiske krig. Melissos' bidrag til filosofien var en afhandling af systematiske argumenter, der understøtter eleatisk filosofi. Han argumenterede ligesom Parmenides for at at virkeligheden er ugenereret, uforgængelig, udelelig, uforanderlig og ubevægelig. Desuden søgte han at bevise, at virkeligheden er fuldstændig ubegrænset og uendeligt udstrakt i alle retninger; og da eksistensen er ubegrænset, må den også være én.

## Liv
Der er ikke meget information tilbage om Melissos' liv. Han kan have været født omkring år 500 f.v.t.; datoen for hans død er ukendt. Den lille smule, der vides om han, hentes for det meste fra en lille passage i Plutarchs værk Perikles' Liv. Han var også chef for den samiske flåde under den samiske krig, og besejrede Perikles og den athenske flåde i 440 f.v.t.. Plutarch hævder, at Aristoteles siger, at Melissos også havde besejret Perikles i et tidligere slag. Plutarch forkaster i sin Themistokles' Liv Stesimbrotos' påstand om, at Melissos blev respekteret højt af Themistokles, og hævede, at han forveksler Temistokles og Perikles. Melissos blev anset for at hæve været Parmenides' elev og Leokippos' lærer; dog bør man må betragte sådanne påstande med en rimelig skepsis.